# Aristote Madiani
Aristote Madiani, né le 22 août 1995 à La Ferté-sous-Jouarre, est un footballeur français jouant à l'Union Royale La Louvière Centre. 

## Biographie
Aristote Madiani commence à jouer au football au sein du Savigny-le-Temple Football Club, évoluant dans les diverses équipes de jeunes. Après trois saisons, il prend une licence à l'US Sénart-Moissy avant d'être repéré par le Racing Club de Lens. Il intègre le centre de formation du club en 2009. 
Il commence à jouer en équipe réserve à partir de la saison 2012-2013 et dispute son unique match avec l'équipe de France des moins de 18 ans, le 6 septembre 2012, face à l'Autriche. Il entre en fin de match à la place d'Anthony Martial.
Le jeune attaquant devient un élement récurrent de l'équipe réserve lensoise, jouant quinze matchs et marquant deux buts lors de la saison 2013-2014. Madiani commence sa troisième saison avec l'équipe bis, avant d'être appelé par Antoine Kombouaré, au sein du groupe professionnel. Il joue son premier match dans l'élite le 7 décembre 2014, face au LOSC Lille, remplaçant Boubacar Sylla,.La saison suivante en ligue 2 il a joué 13 matches en championnat et une rencontre en coupe de la ligue . 
En 2015, Aristote Madiani participe au Festival international espoirs – Tournoi Maurice-Revello avec l'Équipe de France des moins de 20 ans, qui se déroule en Provence-Alpes-Côte d'Azur. La France, remporte par ailleurs, le Tournoi en battant le Maroc 3-1 en finale. 
À la fin du mois de juillet 2016, Madiani est annoncé au Paris Football Club sous la forme d'un prêt,. Il dispute un match amical avec le PFC face à l'US Orléans où il est titulaire. Il est officiellement prêté au club parisien le 1er août 2016. Après une saison médiocre, il revient au RC Lens mais est transféré à l'US Quevilly-Rouen, promu en Ligue 2, le 26 juillet 2017. Madiani figure dans le groupe de l'entraîneur Emmanuel Da Costa au début de la saison avant d'être, petit-à-petit, relégué en équipe réserve, devant se contenter de treize matchs de Ligue 2 ; QRM descend en National à l'issue de cet exercice. 
Dans le courant du mois de juillet 2018, il signe avec l'AO Trikala, jouant en deuxième division grecque.